# Federazione cestistica del Brunei
La Federazione cestistica del Brunei è l'ente che controlla e organizza la pallacanestro in Brunei.
La federazione controlla inoltre la nazionale di pallacanestro del Brunei. Ha sede a Bandar Seri Begawan e l'attuale presidente è Kim Tian Goh.
È affiliata alla FIBA dal 1970 e organizza il campionato di pallacanestro del Brunei.